# Maria del Carme Valls i Farrà
Maria del Carme Valls i Farrà   (Lleida, 1948) és una cantant, directora de cant coral, professora de música lleidatana i activista pel cant.
La seva mare li va transmetre l'entusiasme pel cant. Això no obstant, empesa per una part de la família va estudiar peritatge mercantil amb la intenció d'entrar a treballar en banca. A 13 anys ja va començar a ensenyar cançons a infants de l'Orfeó Lleidatà, en uns cursos organitzats pel seu germà Lluís Virgili. Ben aviat va muntar una coral a l'Acadèmia Borràs, on aprenia francès. A 17 anys donava classes de música primer al col·legi Sant Jordi i després també a altres escoles privades. Es va seguir formant en cant amb Montserrat Pueyo i Mari Carme Bustamante mentre continuava fent cursos de direcció coral. El 1973 va impulsar la Coral Shalom, primer només amb nois i després oberta a tothom. La coral ha fet gires a països europeus com Bèlgica, França, Holanda, Alemanya, Luxemburg, Itàlia, Hongria i Portugal.
El 2023, va rebre el reconeixement del Govern de Catalunya de la Creu de Sant Jordi "per la seva notable contribució a la promoció de la música i el cant coral".